# Belgisch kampioenschap gravel
Het Belgische kampioenschap gravel wordt sinds 2023 jaarlijks georganiseerd namens de Koninklijke Belgische Wielrijdersbond oftewel Belgian Cycling.

## Locaties
| Jaar | Plaats       | Bron              |
| ---- | ------------ | ----------------- |
| 2025 | Westerlo     | [ 1 ] [ 2 ] [ 3 ] |
| 2024 | Turnhout     | [ 4 ] [ 5 ]       |
| 2023 | Oud-Heverlee | [ 6 ] [ 7 ] [ 8 ] |

## Winnaars

### Mannen Elite
| Jaar | Eerste            | Tweede       | Derde             |
| ---- | ----------------- | ------------ | ----------------- |
| 2025 | Niels Vandeputte  | Timo Kielich | Tim Merlier       |
| 2024 | Gianni Vermeersch | Daan Soete   | Thomas Joseph     |
| 2023 | Jasper Stuyven    | Tim Merlier  | Gianni Vermeersch |

### Vrouwen Elite
| Jaar | Eerste          | Tweede         | Derde           |
| ---- | --------------- | -------------- | --------------- |
| 2025 | Marthe Truyen   | Lotte Claes    | Nathalie Bex    |
| 2024 | Alana Castrique | Julie Brouwers | Kim Knaeps      |
| 2023 | Marthe Truyen   | Nathalie Bex   | Jana Dobbelaere |

### Mannen Beloften
| Jaar | Eerste            | Tweede           | Derde            |
| ---- | ----------------- | ---------------- | ---------------- |
| 2025 | Kenay De Moyer    | Victor Stiers    | Rik Torfs        |
| 2024 | Kenay De Moyer    | Wietse Slegers   | Wout Daems       |
| 2023 | Floris Van Tricht | Emiel Verstrynge | Kay De Bruyckere |

### Vrouwen Beloften
| Jaar | Eerste          | Tweede             | Derde              |
| ---- | --------------- | ------------------ | ------------------ |
| 2025 | Sterre Vervloet | Mirte Hubrechts    | Floor Van Elsacker |
| 2024 | Julie Brouwers  | Nette Coppens      | Julia Gregoire     |
| 2023 | An-Sofie Marien | Chloë Van Den Eede | -                  |

### Mannen Junioren
| Jaar | Eerste          | Tweede             | Derde            |
| ---- | --------------- | ------------------ | ---------------- |
| 2025 | Naud De Clercq  | Seppe Sprangers    | Kyano Cottignies |
| 2024 | Ieben Jacobs    | Lowiek Misseeuw    | Lennert Meeusen  |
| 2023 | Tars Poelvoorde | Born De Dobbelaere | Gaetan Warnier   |

### Vrouwen Junioren
| Jaar | Eerste                | Tweede           | Derde              |
| ---- | --------------------- | ---------------- | ------------------ |
| 2025 | Zita Peeters          | Lien Schampaert  | Lentel Huys        |
| 2024 | Shanyl De Schoesitter | Noor Vandendijck | Marie De Schrijver |
| 2023 | Shanyl De Schoesitter | Hanne Vandoorne  | -                  |

American football · Atletiek (indoor · outdoor · 10 km · 1/2 marathon · marathon · veldlopen · meerkamp) · Autosport (rally) · Badminton · Basketbal (heren · dames) · Baseball · Beachvolleybal · Biljart (driebanden) · Dammen · Futsal · Gymnastiek (acro · trampoline) · Handbal (heren · dames) · Hockey (heren · dames) · IJshockey · Korfbal (zaal · veld) · Krachtbal · Kunstschaatsen · Motorcross (trial · zijspan) · Schaatsen · Schaken · Snooker · Squah · Strandvoetbal · Triatlon (sprint · middenafstand · olympische afstand · mixed relay · ploegen · cross) · Voetbal (heren · dames) · Waterskiën (racing) · Volleybal (heren · dames) · Wielrennen (tijdrijden · weg · piste · gravel · veld · mountainbike · BMX) · Zaalhockey (heren · dames) · Zaalvoetbal